# Chariesterus cuspidatus
Chariesterus cuspidatus är en insektsart som beskrevs av William Lucas Distant 1892. Chariesterus cuspidatus ingår i släktet Chariesterus och familjen bredkantskinnbaggar. Inga underarter finns listade i Catalogue of Life.